# Декан Трибуналу Римської Роти
Дека́н Трибуна́лу Ри́мської Ро́ти (лат. Decanus Tribunalis Rotae Romanae) — старший аудитор Трибуналу Римської Роти, апеляційного суду останньої інстанції Римо-Католицької Церкви. Від 22 вересня 2012 року, деканом є монсеньйор Піо Віто Пінто — титулярний єпископ Нова П'єтрі.

## Список деканів Трибуналу Римської Роти
| - Джироламо Памфілі — (9 червня 1604 — 11 серпня 1610); - Карло Черрі — (29 листопада 1669— 19 травня 1670); - Карло Леопольдо Кальканьїні — (1734 — 1744); - Маріо Мілліні — (1744—17??); - Джованні Марія Рімінальді — (1785 — 1789); - Альфонс-Юбер де Латьєр де Баян — (17??—1802); - Франческо Чезаре Леоні — (1802 — 1804); - Франческо Серлупі-Крешенци — (28 липня 1817 — 10 березня 1823); - Жоакен-Жан-Ксав'є д'Ізуар — (1824 — 25 червня 1827); - Алессандро Спада — (25 червня 1827 — 23 червня 1834); - Козімо Корсі — (1835 — 24 січня 1842); - Джузеппе Бофонді — (24 січня 1842 — 11 червня 1847); - П'єтро де Сільвестрі — (1851—1858); - Мікеле Лега — (20 жовтня 1908 — 25 травня 1914); - Гульєльмо Себастьянеллі — (25 травня 1914 — 1920); | - Серафіно Мані — (1920 — 1921); - Джованні Пріор — (1921—192?); - Массімо Массімі — (19 лютого — 1 травня 1926 в.о. декана, 1 травня 1926 — 16 грудня 1935); - Джуліо Граціолі — (1936 — 1944); - Андре-Дам'єн-Фердінанд-Жюльєн — (30 жовтня 1944 — 15 грудня 1958); - Вільям Теодор Герд — (15 грудня 1958 — 14 грудня 1959); - Френсіс Джон Бреннан — (14 грудня 1959 — 10 червня 1967); - Болеслав Філіп'як — (26 червня 1967 — 24 травня 1976); - Шарль Лефевр — (1976 — 1978); - Хайнріх Еверс — (1978 — 1982); - Артуро Де Жоріо — (1982 — 1985); - Ернесто Марія Фйоре — (1985 — 1993); - Маріо Франческо Помпедда — (11 вересня 1993 — 16 листопада 1999); - Раффаелло Фунгіні — (11 грудня 1999 — 31 січня 2004); - Антоній Станкевич — (31 січня 2004 — 22 вересня 2012); - Піо Віто Пінто — (22 вересня 2012 — дотепер). |